# Дом Палмера-Марша
Дом Палмера-Марша — историческое здание, построенное в 1744 году. Расположено в городе Бат (Северная Каролина) на восточной стороне Мэйн-стрит. Входит в Национальный реестр исторических мест США.

Вид от Мэйн-стрит.

Памятная доска у дома.